# Liga dos Campeões da CONCACAF de 2012–13
A Liga dos Campeões da CONCACAF 2012–13 foi a 5ª edição da Liga dos Campeões da CONCACAF em seu formato atual e a 48ª edição incluindo os formatos anteriores. Como campeão, o Monterrey foi o representante da CONCACAF na Copa do Mundo de Clubes da FIFA de 2013 pela terceira vez consecutiva.

## Equipes classificadas
| Associação                 | Equipe                     | Método de Qualificação                                                 | Part.                      | Última Part.               |                            |                            |
| América do Norte (9 times) | América do Norte (9 times) | América do Norte (9 times)                                             | América do Norte (9 times) | América do Norte (9 times) | América do Norte (9 times) | América do Norte (9 times) |
| -------------------------- | -------------------------- | ---------------------------------------------------------------------- | -------------------------- | -------------------------- | -------------------------- | -------------------------- |
| México 4 vagas             | Tigres                     | Campeão - Apertura 2011                                                | 1ª                         | N/A                        |                            |                            |
| México 4 vagas             | Santos Laguna              | Vice-campeão - Apertura 2011 Campeão - Clausura 2012 ou vice-camepão   | 4ª                         | 2011–12                    |                            |                            |
| México 4 vagas             | Monterrey                  | Campeão - Clausura 2012 ou vice-campeão                                | 3ª                         |                            |                            |                            |
| México 4 vagas             | Guadalajara                | Não finalista com melhor aproveitamento na temporada 2011              | 1ª                         | N/A                        |                            |                            |
| Estados Unidos 4 vagas     | Los Angeles Galaxy         | Campeão - 2011 MLS Supporters' Shield Campeão - 2011 MLS Cup           | 3ª                         | 2011–12                    |                            |                            |
| Estados Unidos 4 vagas     | Seattle Sounders           | Vice-campeão - 2011 MLS Supporters Shield Campeão - 2011 U.S. Open Cup | 3ª                         | 2011-12                    |                            |                            |
| Estados Unidos 4 vagas     | Houston Dynamo             | Vice-campeão - 2011 MLS Cup                                            | 3ª                         | 2009-10                    |                            |                            |
| Estados Unidos 4 vagas     | Real Salt Lake             | Terceiro lugar - 2011 Supporters' Shield                               | 2ª                         | 2010-11                    |                            |                            |
| Canadá 1 vaga              | Toronto FC                 | Campeão - 2012 Canadian Championship                                   | 4ª                         | 2011-12                    |                            |                            |
| América Central (12 times) |                            |                                                                        |                            |                            |                            |                            |
| El Salvador 3 vagas        | Isidro Metapán             | Campeão - Apertura 2011                                                | 5ª                         | 2011-12                    |                            |                            |
| El Salvador 3 vagas        | Águila                     | Campeão - Clausura 2012                                                | 1ª                         | N/A                        |                            |                            |
| El Salvador 3 vagas        | FAS                        | Não-campeão com o melhor resultado agregado                            | 2ª                         | 2010-11                    |                            |                            |
| Costa Rica 2 vagas         | Alajuelense                | Campeão 2011 Invierno                                                  | 3ª                         | 2011–12                    |                            |                            |
| Costa Rica 2 vagas         | Herediano                  | Campeão 2012 Verano                                                    | 3ª                         | 2011-12                    |                            |                            |
| Honduras 2 vagas           | Olimpia                    | Campeão Apertura 2011                                                  | 5ª                         | 2011-12                    |                            |                            |
| Honduras 2 vagas           | Marathón                   | Campeão - Clausura 2012                                                | 4ª                         | 2010-11                    |                            |                            |
| Guatemala 2 vagas          | Municipal                  | Campeão - Apertura 2011                                                | 4ª                         | 2011-12                    |                            |                            |
| Guatemala 2 vagas          | Xelajú                     | Campeão - Clausura 2012                                                | 2ª                         | 2010-11                    |                            |                            |
| Panamá 2 vagas             | Chorrillo                  | Campeão - Apertura 2011                                                | 1ª                         | N/A                        |                            |                            |
| Panamá 2 vagas             | Tauro                      | Campeão - Clausura 2012                                                | 4ª                         | 2011-12                    |                            |                            |
| Nicarágua 1 vaga           | Real Estelí                | Campeão com melhor pontuação agregada - 2011–12 Primera División       | 3ª                         | 2011-12                    |                            |                            |
| Caribe (3 times)           |                            |                                                                        |                            |                            |                            |                            |
| Trinidad e Tobago 2 vagas  | Caledonia AIA              | Campeão - Campeonato de Clubes da CFU de 2012                          | 1ª                         | N/A                        |                            |                            |
| Trinidad e Tobago 2 vagas  | W Connection               | Vice-campeão - Campeonato de Clubes da CFU de 2012                     | 2ª                         | 2009–10                    |                            |                            |
| Porto Rico 1 vaga          | Puerto Rico Islanders      | Terceiro lugar - Campeonato de Clubes da CFU de 2012                   | 5ª                         | 2011–12                    |                            |                            |

## Formato
Em 12 de Janeiro a CONCACAF anunciou que a edição 2012-13 irá ser disputado em formato diferente. A fase preliminar foi eliminada, e todos os 24 times serão colocados em 8 grupos de 3 time cada, na fase de grupos. Para o sorteio dos grupos, os times são colocados em potes, baseado na sua assosiação e número de vagas.

## Calendário
O calendário das datas para a edição 2012-13 serão anunciadas pela CONCACAF.
| Fase           | Fase             | Dia do sorteio   | Partidas de ida                 | Partidas de volta               |
| -------------- | ---------------- | ---------------- | ------------------------------- | ------------------------------- |
| Fase de grupos | 1ª Rodada        | 5 de Junho, 2012 | 31 de Julho – 2 de Agosto, 2012 | 31 de Julho – 2 de Agosto, 2012 |
| Fase de grupos | 2ª Rodada        | 5 de Junho, 2012 | 21–23 de Agosto, 2012           | 21–23 de Agosto, 2012           |
| Fase de grupos | 3ª Rodada        | 5 de Junho, 2012 | 28–30 de Agosto, 2012           | 28–30 de Agosto, 2012           |
| Fase de grupos | 4ª Rodada        | 5 de Junho, 2012 | 18–20 de Setembro, 2012         | 18–20 de Setembro, 2012         |
| Fase de grupos | 5ª Rodada        | 5 de Junho, 2012 | 25–27 de Setembro, 2012         | 25–27 de Setembro, 2012         |
| Fase de grupos | 6ª Rodada        | 5 de Junho, 2012 | 23–25 de Outubro, 2012          | 23–25 de Outubro, 2012          |
| Fase final     | Quartas-de-final | 5 de Junho, 2012 | 5–7 de Março, 2013              | 12–14 de Março, 2013            |
| Fase final     | Semi-finais      | 5 de Junho, 2012 | 2–4 de Abril, 2013              | 9–11 de Abril, 2013             |
| Fase final     | Finais           | 5 de Junho, 2012 | 24 de Abril, 2013               | 1 de Maio, 2013                 |

## Fase de Grupos
O sorteio da fase de grupos ocorreu dia 5 de junho de 2012 na sede da CONCACAF em Nova Iorque.

### Grupo 1
| Equipe        | P  | J | V | E | D | GP | GC | SG  |
| ------------- | -- | - | - | - | - | -- | -- | --- |
| Santos Laguna | 12 | 4 | 4 | 0 | 0 | 13 | 1  | +12 |
| Toronto FC    | 6  | 4 | 2 | 0 | 2 | 9  | 5  | +4  |
| Águila        | 0  | 4 | 0 | 0 | 4 | 1  | 17 | –16 |

|               | ÁGU | SAN | TOR |
| ------------- | --- | --- | --- |
| Águila        | –   | 0–4 | 0–3 |
| Santos Laguna | 5–0 | –   | 1–0 |
| Toronto FC    | 5–1 | 1–3 | –   |

### Grupo 2
| Equipe         | P  | J | V | E | D | GP | GC | SG |
| -------------- | -- | - | - | - | - | -- | -- | -- |
| Herediano      | 10 | 4 | 3 | 1 | 0 | 4  | 1  | +3 |
| Real Salt Lake | 7  | 4 | 2 | 1 | 1 | 3  | 1  | +2 |
| Tauro          | 0  | 4 | 0 | 0 | 4 | 1  | 6  | –5 |

|                | HER | RSL | TAU |
| -------------- | --- | --- | --- |
| Herediano      | –   | 1–0 | 2–1 |
| Real Salt Lake | 0–0 | –   | 2–0 |
| Tauro          | 0–1 | 0–1 | –   |

### Grupo 3
| Equipe         | P | J | V | E | D | GP | GC | SG |
| -------------- | - | - | - | - | - | -- | -- | -- |
| Houston Dynamo | 8 | 4 | 2 | 2 | 0 | 9  | 3  | +6 |
| Olimpia        | 5 | 4 | 1 | 2 | 1 | 6  | 4  | +2 |
| FAS            | 3 | 4 | 1 | 0 | 3 | 3  | 11 | –8 |

|                | FAS | HOU | OLI |
| -------------- | --- | --- | --- |
| FAS            | –   | 1–3 | 2–1 |
| Houston Dynamo | 4–0 | –   | 1–1 |
| Olimpia        | 3–0 | 1–1 | –   |

### Grupo 4
| Equipe              | P  | J | V | E | D | GP | GC | SG |
| ------------------- | -- | - | - | - | - | -- | -- | -- |
| Seattle Sounders FC | 12 | 4 | 4 | 0 | 0 | 12 | 5  | +7 |
| Marathón            | 4  | 4 | 1 | 1 | 2 | 5  | 7  | –2 |
| Caledonia AIA       | 1  | 4 | 0 | 1 | 4 | 3  | 8  | –5 |

|                     | MAR | SEA | CAL |
| ------------------- | --- | --- | --- |
| Marathón            | –   | 2–3 | 2–1 |
| Seattle Sounders FC | 3–1 | –   | 3–1 |
| Caledonia AIA       | 0–0 | 1–3 | –   |

### Grupo 5
| Equipe                | P  | J | V | E | D | GP | GC | SG |
| --------------------- | -- | - | - | - | - | -- | -- | -- |
| Los Angeles Galaxy    | 10 | 4 | 3 | 1 | 0 | 12 | 4  | +8 |
| Puerto Rico Islanders | 4  | 4 | 1 | 1 | 2 | 4  | 7  | –3 |
| Isidro Metapán        | 3  | 4 | 1 | 0 | 3 | 7  | 12 | –8 |

|                       | MET | LA  | PRI |
| --------------------- | --- | --- | --- |
| Isidro Metapán        | –   | 2–3 | 3–1 |
| Los Angeles Galaxy    | 5–2 | –   | 4–0 |
| Puerto Rico Islanders | 3–0 | 0–0 | –   |

### Grupo 6
| Equipe      | P | J | V | E | D | GP | GC | SG |
| ----------- | - | - | - | - | - | -- | -- | -- |
| Tigres      | 8 | 4 | 2 | 2 | 0 | 12 | 3  | +9 |
| Alajuelense | 7 | 4 | 2 | 1 | 1 | 4  | 7  | –3 |
| Real Estelí | 0 | 4 | 0 | 1 | 3 | 1  | 7  | –6 |

|             | ALA | EST | TIG |
| ----------- | --- | --- | --- |
| Alajuelense | –   | 1–0 | 2–2 |
| Real Estelí | 0–1 | –   | 1–1 |
| Tigres      | 5–0 | 4–0 | –   |

### Grupo 7
| Equipe    | P  | J | V | E | D | GP | GC | SG  |
| --------- | -- | - | - | - | - | -- | -- | --- |
| Monterrey | 12 | 4 | 4 | 0 | 0 | 15 | 0  | +15 |
| Municipal | 6  | 4 | 2 | 0 | 2 | 4  | 6  | –2  |
| Chorrillo | 0  | 4 | 0 | 0 | 4 | 2  | 15 | –13 |

|           | CHO | MON | MUN |
| --------- | --- | --- | --- |
| Chorrillo | –   | 0–6 | 1–2 |
| Monterrey | 5–0 | –   | 3–0 |
| Municipal | 2–1 | 0–1 | –   |

### Grupo 8
| Equipe       | P | J | V | E | D | GP | GC | SG |
| ------------ | - | - | - | - | - | -- | -- | -- |
| Xelajú       | 7 | 4 | 2 | 1 | 1 | 7  | 5  | +1 |
| Guadalajara  | 7 | 4 | 2 | 1 | 1 | 7  | 3  | +4 |
| W Connection | 2 | 4 | 0 | 2 | 2 | 5  | 10 | –5 |

|              | GUA | XEL | WCO |
| ------------ | --- | --- | --- |
| Guadalajara  | –   | 2–1 | 4–0 |
| Xelajú       | 1–0 | –   | 3–2 |
| W Connection | 1–1 | 2–2 | –   |

Critérios de desempate
- Xelajú e Guadalajara empataram em número de pontos e saldo de gols e foram rankeados em confrontos um contra o outro.

## Fase Final

### Equipes classificadas
| Grupo | Vencedores          |
| ----- | ------------------- |
| 1     | Santos Laguna       |
| 2     | Herediano           |
| 3     | Houston Dynamo      |
| 4     | Seattle Sounders FC |
| 5     | Los Angeles Galaxy  |
| 6     | Tigres              |
| 7     | Monterrey           |
| 8     | Xelajú              |

### Chaveamento
As oito equipas qualificadas são chaveadas nas fases finais de acordo com os seus resultados na fase de grupos.
| \| Chave \| Equipe \| P \| J \| V \| E \| D \| GP \| GC \| SG \| \| ----- \| ------------------- \| -- \| - \| - \| - \| - \| -- \| -- \| --- \| \| 1 \| Monterrey \| 12 \| 4 \| 4 \| 0 \| 0 \| 15 \| 0 \| +15 \| \| 2 \| Santos Laguna \| 12 \| 4 \| 4 \| 0 \| 0 \| 13 \| 1 \| +12 \| \| 3 \| Seattle Sounders FC \| 12 \| 4 \| 4 \| 0 \| 0 \| 12 \| 5 \| +7 \| \| 4 \| Los Angeles Galaxy \| 10 \| 4 \| 3 \| 1 \| 0 \| 12 \| 4 \| +8 \| \| 5 \| Herediano \| 10 \| 4 \| 3 \| 1 \| 0 \| 4 \| 1 \| +3 \| \| 6 \| Tigres \| 8 \| 4 \| 2 \| 2 \| 0 \| 12 \| 3 \| +9 \| \| 7 \| Houston Dynamo \| 8 \| 4 \| 2 \| 2 \| 0 \| 9 \| 3 \| +6 \| \| 8 \| Xelajú \| 7 \| 4 \| 2 \| 1 \| 1 \| 7 \| 6 \| +1 \| | Critérios de desempate Caso os vencedores de cada grupo empatarem em pontos, a ordem das equipes será determinada da seguinte forma: 1. Melhor diferença de gol 2. Mais gols marcados 3. Mais gols marcados fora de casa 4. Mais vitórias 5. Mais vitórias fora de casa 6. Sorteio |    |   |   |   |   |    |    |     |
| Chave | Equipe | P  | J | V | E | D | GP | GC | SG  |
| 1 | Monterrey | 12 | 4 | 4 | 0 | 0 | 15 | 0  | +15 |
| 2 | Santos Laguna | 12 | 4 | 4 | 0 | 0 | 13 | 1  | +12 |
| 3 | Seattle Sounders FC | 12 | 4 | 4 | 0 | 0 | 12 | 5  | +7  |
| 4 | Los Angeles Galaxy | 10 | 4 | 3 | 1 | 0 | 12 | 4  | +8  |
| 5 | Herediano | 10 | 4 | 3 | 1 | 0 | 4  | 1  | +3  |
| 6 | Tigres | 8  | 4 | 2 | 2 | 0 | 12 | 3  | +9  |
| 7 | Houston Dynamo | 8  | 4 | 2 | 2 | 0 | 9  | 3  | +6  |
| 8 | Xelajú | 7  | 4 | 2 | 1 | 1 | 7  | 6  | +1  |

|  | Quartas-de-final    | Quartas-de-final | Quartas-de-final | Quartas-de-final |   |                     | Semifinais | Semifinais | Semifinais | Semifinais |  |               | Finais | Finais | Finais | Finais |  |  |
|  |                     |                  |                  |                  |   |                     |            |            |            |            |  |               |        |        |        |        |  |  |
|  |                     |                  |                  |                  |   |                     |            |            |            |            |  |               |        |        |        |        |  |  |
|  | Tigres              | 1                | 1                | 2                |   |                     |            |            |            |            |  |               |        |        |        |        |  |  |
|  | Seattle Sounders FC | 0                | 3                | 3                |   |                     |            |            |            |            |  |               |        |        |        |        |  |  |
|  | Seattle Sounders FC | 0                | 3                | 3                |   | Seattle Sounders FC | 0          | 1          | 1          |            |  |               |        |        |        |        |  |  |
|  |                     |                  |                  |                  |   | Seattle Sounders FC | 0          | 1          | 1          |            |  |               |        |        |        |        |  |  |
|  |                     | Santos Laguna    | 1                | 1                | 2 |                     |            |            |            |            |  |               |        |        |        |        |  |  |
|  | Houston Dynamo      | Santos Laguna    | 1                | 1                | 2 | 1                   | 0          | 1          |            |            |  |               |        |        |        |        |  |  |
|  | Houston Dynamo      |                  |                  |                  |   | 1                   | 0          | 1          |            |            |  |               |        |        |        |        |  |  |
|  | Santos Laguna       | 0                | 3                | 3                |   |                     |            |            |            |            |  |               |        |        |        |        |  |  |
|  | Santos Laguna       | 0                | 3                | 3                |   |                     |            |            |            |            |  | Santos Laguna | 0      | 2      | 2      |        |  |  |
|  |                     |                  |                  |                  |   |                     |            |            |            |            |  | Santos Laguna | 0      | 2      | 2      |        |  |  |
|  |                     | Monterrey        | 0                | 4                | 4 |                     |            |            |            |            |  |               |        |        |        |        |  |  |
|  | Herediano           | Monterrey        | 0                | 4                | 4 | 0                   | 1          | 1          |            |            |  |               |        |        |        |        |  |  |
|  | Herediano           |                  |                  |                  |   | 0                   | 1          | 1          |            |            |  |               |        |        |        |        |  |  |
|  | Los Angeles Galaxy  | 0                | 4                | 4                |   |                     |            |            |            |            |  |               |        |        |        |        |  |  |
|  | Los Angeles Galaxy  | 0                | 4                | 4                |   | Los Angeles Galaxy  | 1          | 0          | 1          |            |  |               |        |        |        |        |  |  |
|  |                     |                  |                  |                  |   | Los Angeles Galaxy  | 1          | 0          | 1          |            |  |               |        |        |        |        |  |  |
|  |                     | Monterrey        | 2                | 1                | 3 |                     |            |            |            |            |  |               |        |        |        |        |  |  |
|  | Xelajú              | Monterrey        | 2                | 1                | 3 | 1                   | 1          | 2          |            |            |  |               |        |        |        |        |  |  |
|  | Xelajú              |                  |                  |                  |   | 1                   | 1          | 2          |            |            |  |               |        |        |        |        |  |  |
|  | Monterrey           | 3                | 1                | 4                |   |                     |            |            |            |            |  |               |        |        |        |        |  |  |

### Quartas-de-final
| Equipe 1       | Total | Equipe 2            | 1.º jogo | 2.º jogo |
| -------------- | ----- | ------------------- | -------- | -------- |
| Xelajú         | 2–4   | Monterrey           | 1–3      | 1–1      |
| Houston Dynamo | 1–3   | Santos Laguna       | 1–0      | 0–3      |
| Tigres         | 2–3   | Seattle Sounders FC | 1–0      | 1–3      |
| Herediano      | 1–4   | Los Angeles Galaxy  | 0–0      | 1–4      |

### Semifinais
| Equipe 1            | Total | Equipe 2      | 1.º jogo | 2.º jogo |
| ------------------- | ----- | ------------- | -------- | -------- |
| Los Angeles Galaxy  | 1–3   | Monterrey     | 1–2      | 0–1      |
| Seattle Sounders FC | 1–2   | Santos Laguna | 0–1      | 1–1      |

### Final
| Equipe 1      | Total | Equipe 2  | 1.º jogo | 2.º jogo |
| ------------- | ----- | --------- | -------- | -------- |
| Santos Laguna | 2–4   | Monterrey | 0–0      | 2–4      |

## Premiação
| Liga dos Campeões da CONCACAF de 2012–13 |
| México                                   |
| ---------------------------------------- |
| Monterrey Campeão (3º título)            |